# Кубок Азии по футболу 2025 (до 20 лет)
Кубок Азии по футболу 2025 (до 20 лет) — 42-й розыгрыш турнира (включая предыдущие турниры под названиями Чемпионат Азии среди молодёжи и Кубок Азии до 19 лет). Турнир проводится раз в два года Азиатской футбольной конфедерацией (АФК) среди мужских сборных команд до 20 лет.
24 мая 2024 года АФК объявила хозяйкой турнира Китай.
Всего в соревновании примут участие 16 команд. Четыре лучшие команды турнира получат путёвки на чемпионат мира по футболу до 20 лет 2025 года, который пройдёт в Чили.
Чемпионский титул защищает Узбекистан.

## Квалификация
Отборочные матчи прошли с 21 по 29 сентября 2024 года.

### Квалифицировались в финальный турнир
Всего 16 команд, включая хозяев турнира Китай, квалифицировались в финальную часть соревнования.
| Команда           | Отобралась как               | Участие | Лучший результат                                                                 |
| ----------------- | ---------------------------- | ------- | -------------------------------------------------------------------------------- |
| Китай             | Хозяин                       | 20-е    | Чемпион (1985)                                                                   |
| Сирия             | Победитель группы A          | 12-е    | Чемпион (1994)                                                                   |
| Узбекистан        | Победитель группы B          | 9-е     | Чемпион (2023)                                                                   |
| Республика Корея  | Победитель группы C          | 40-е    | Чемпион (1959, 1960, 1963, 1978, 1980, 1982, 1990, 1996, 1998, 2002, 2004, 2012) |
| Саудовская Аравия | Победитель группы D          | 15-е    | Чемпион (1986, 1992, 2018)                                                       |
| КНДР              | Победитель группы E          | 14-е    | Чемпион (1976, 2006, 2010)                                                       |
| Индонезия         | Победитель группы F          | 20-е    | Чемпион (1961)                                                                   |
| Иран              | Победитель группы G          | 22-е    | Чемпион (1973, 1974, 1975, 1976)                                                 |
| Ирак              | Победитель группы H          | 19-е    | Чемпион (1975, 1977, 1978, 1988, 2000)                                           |
| Япония            | Победитель группы I          | 39-е    | Чемпион (2016)                                                                   |
| Катар             | Победитель группы J          | 16-е    | Чемпион (2014)                                                                   |
| Йемен             | 1-й среди лучших вторых мест | 8-е     | Четвертьфинал (1975)                                                             |
| Кыргызстан        | 2-й среди лучших вторых мест | 3-е     | Групповой этап (2006, 2023)                                                      |
| Австралия         | 3-й среди лучших вторых мест | 9-е     | Финалист (2010)                                                                  |
| Таиланд           | 4-й среди лучших вторых мест | 34-е    | Чемпион (1962, 1969)                                                             |
| Иордания          | 5-й среди лучших вторых мест | 9-е     | 4-е место (2006)                                                                 |

## Стадионы
Будет определено позднее.

## Жеребьёвка и посев команд
Жеребьёвка финального турнира состоялась 7 ноября 2024 года в Шэньчжэне, Китай. 16 команд распределены по четырём группам по четыре команды, причём посев команд был основан на их результатах в Кубке Азии до 20 лет 2023 года и отборочном турнире. Хозяева турнира, Китай, автоматически получили позицию A1 при жеребьёвке.
| Корзина 1                              | Корзина 2                                | Корзина 3                                    | Корзина 4                |
| -------------------------------------- | ---------------------------------------- | -------------------------------------------- | ------------------------ |
| Китай (хозяева) Узбекистан Ирак Япония | Республика Корея Австралия Иран Иордания | Индонезия Саудовская Аравия Сирия Кыргызстан | Катар Таиланд Йемен КНДР |

## Групповой этап

### Группа A
| Поз | Команда    | И | В | Н | П | МЗ | МП | РМ  | О | Квалификация |
| --- | ---------- | - | - | - | - | -- | -- | --- | - | ------------ |
| 1   | Австралия  | 3 | 3 | 0 | 0 | 10 | 3  | +7  | 9 | Плей-офф     |
| 2   | Китай (Х)  | 3 | 2 | 0 | 1 | 8  | 5  | +3  | 6 | Плей-офф     |
| 3   | Катар      | 3 | 1 | 0 | 2 | 6  | 5  | +1  | 3 |              |
| 4   | Кыргызстан | 3 | 0 | 0 | 3 | 3  | 14 | −11 | 0 |              |

| Австралия                                     | 5:1     | Кыргызстан     |
| --------------------------------------------- | ------- | -------------- |
| Йованович 4′, 61′ · Бенни 15′ · Туре 26′, 31′ | (отчёт) | Алмазбеков 15′ |

| Китай                            | 2:1     | Катар         |
| -------------------------------- | ------- | ------------- |
| Куай Цзевэнь 17′ · Лю Чэнъюй 17′ | (отчёт) | Фарагалла 55′ |

| Катар    | 1:3     | Австралия                             |
| -------- | ------- | ------------------------------------- |
| Гуда 19′ | (отчёт) | Бадолато 24′ · Босняк 52′ · Бенни 69′ |

| Кыргызстан                  | 2:5     | Китай                                                                     |
| --------------------------- | ------- | ------------------------------------------------------------------------- |
| Мадавинов 25′ · Маданов 64′ | (отчёт) | Лю Чэнъюй 13′ · Ван Юйдун 45′ (пен.) · Мао Вэй 49′ · Ван Юйдун 80′, 90+2′ |

| Китай            | 1:2     | Австралия               |
| ---------------- | ------- | ----------------------- |
| Куай Цзевэнь 17′ | (отчёт) | Мемети 23′ · Агости 25′ |

| Кыргызстан | 0:4     | Катар                                           |
| ---------- | ------- | ----------------------------------------------- |
|            | (отчёт) | Джамшид 28′ · Таха 45+5′ · Гуда 55′ · Тамер 83′ |

### Группа B
| Поз | Команда           | И | В | Н | П | МЗ | МП | РМ | О | Квалификация |
| --- | ----------------- | - | - | - | - | -- | -- | -- | - | ------------ |
| 1   | Ирак              | 0 | 0 | 0 | 0 | 0  | 0  | 0  | 0 | Плей-офф     |
| 2   | Иордания          | 0 | 0 | 0 | 0 | 0  | 0  | 0  | 0 | Плей-офф     |
| 3   | Саудовская Аравия | 0 | 0 | 0 | 0 | 0  | 0  | 0  | 0 |              |
| 4   | КНДР              | 0 | 0 | 0 | 0 | 0  | 0  | 0  | 0 |              |

| Ирак | –:– | КНДР |
| ---- | --- | ---- |
|      |     |      |

| Иордания | –:– | Саудовская Аравия |
| -------- | --- | ----------------- |
|          |     |                   |

| Саудовская Аравия | –:– | Ирак |
| ----------------- | --- | ---- |
|                   |     |      |

| КНДР | –:– | Иордания |
| ---- | --- | -------- |
|      |     |          |

| Ирак | –:– | Иордания |
| ---- | --- | -------- |
|      |     |          |

| Саудовская Аравия | –:– | КНДР |
| ----------------- | --- | ---- |
|                   |     |      |

### Группа C
| Поз | Команда    | И | В | Н | П | МЗ | МП | РМ | О | Квалификация |
| --- | ---------- | - | - | - | - | -- | -- | -- | - | ------------ |
| 1   | Узбекистан | 0 | 0 | 0 | 0 | 0  | 0  | 0  | 0 | Плей-офф     |
| 2   | Иран       | 0 | 0 | 0 | 0 | 0  | 0  | 0  | 0 | Плей-офф     |
| 3   | Индонезия  | 0 | 0 | 0 | 0 | 0  | 0  | 0  | 0 |              |
| 4   | Йемен      | 0 | 0 | 0 | 0 | 0  | 0  | 0  | 0 |              |

| Узбекистан | 1-0 | Йемен |
| ---------- | --- | ----- |
|            |     |       |

| Иран | –:– | Индонезия |
| ---- | --- | --------- |
|      |     |           |

| Индонезия | 1-3 | Узбекистан |
| --------- | --- | ---------- |
|           |     |            |

| Йемен | –:– | Иран |
| ----- | --- | ---- |
|       |     |      |

| Узбекистан | –:– | Иран |
| ---------- | --- | ---- |
|            |     |      |

| Индонезия | –:– | Йемен |
| --------- | --- | ----- |
|           |     |       |

### Группа D
| Поз | Команда          | И | В | Н | П | МЗ | МП | РМ | О | Квалификация |
| --- | ---------------- | - | - | - | - | -- | -- | -- | - | ------------ |
| 1   | Япония           | 0 | 0 | 0 | 0 | 0  | 0  | 0  | 0 | Плей-офф     |
| 2   | Республика Корея | 0 | 0 | 0 | 0 | 0  | 0  | 0  | 0 | Плей-офф     |
| 3   | Сирия            | 0 | 0 | 0 | 0 | 0  | 0  | 0  | 0 |              |
| 4   | Таиланд          | 0 | 0 | 0 | 0 | 0  | 0  | 0  | 0 |              |

| Япония | –:– | Таиланд |
| ------ | --- | ------- |
|        |     |         |

| Республика Корея | –:– | Сирия |
| ---------------- | --- | ----- |
|                  |     |       |

| Сирия | –:– | Япония |
| ----- | --- | ------ |
|       |     |        |

| Таиланд | –:– | Республика Корея |
| ------- | --- | ---------------- |
|         |     |                  |

| Япония | –:– | Республика Корея |
| ------ | --- | ---------------- |
|        |     |                  |

| Сирия | –:– | Таиланд |
| ----- | --- | ------- |
|       |     |         |

## Плей-офф

### Сетка
|  | Четвертьфиналы          | Четвертьфиналы    |                          |       | Полуфиналы | Полуфиналы |  |  | Финал | Финал |
|  |                         |                   |                          |       |            |            |  |  |       |       |
|  | 22 февраля              |                   |                          |       |            |            |  |  |       |       |
|  |                         |                   |                          |       |            |            |  |  |       |       |
|  | Австралия               | 3                 |                          |       |            |            |  |  |       |       |
|  | Австралия               | 3                 | 26 февраля               |       |            |            |  |  |       |       |
|  | Ирак                    | 2                 |                          |       |            |            |  |  |       |       |
|  | Ирак                    | 2                 | Австралия                | 2     |            |            |  |  |       |       |
|  | 23 февраля              |                   | Австралия                | 2     |            |            |  |  |       |       |
|  |                         | Япония            | 0                        |       |            |            |  |  |       |       |
|  | Иран                    | Япония            | 0                        | 1 (3) |            |            |  |  |       |       |
|  | Иран                    |                   | 1 марта                  | 1 (3) |            |            |  |  |       |       |
|  | Япония (пен.)           | 1 (4)             |                          |       |            |            |  |  |       |       |
|  | Япония (пен.)           | 1 (4)             | Австралия                | 1 (5) |            |            |  |  |       |       |
|  | 22 февраля              |                   | Австралия                | 1 (5) |            |            |  |  |       |       |
|  |                         | Саудовская Аравия | 1 (4)                    |       |            |            |  |  |       |       |
|  | Саудовская Аравия       | Саудовская Аравия | 1 (4)                    | 1     |            |            |  |  |       |       |
|  | Саудовская Аравия       | 26 февраля        |                          | 1     |            |            |  |  |       |       |
|  | Китай                   | 0                 |                          |       |            |            |  |  |       |       |
|  | Китай                   | 0                 | Саудовская Аравия (пен.) | 0 (3) |            |            |  |  |       |       |
|  | 23 февраля              |                   | Саудовская Аравия (пен.) | 0 (3) |            |            |  |  |       |       |
|  |                         | Республика Корея  | 0 (2)                    |       |            |            |  |  |       |       |
|  | Республика Корея (пен.) | Республика Корея  | 0 (2)                    | 3 (3) |            |            |  |  |       |       |
|  | Республика Корея (пен.) |                   |                          | 3 (3) |            |            |  |  |       |       |
|  | Узбекистан              | 3 (1)             |                          |       |            |            |  |  |       |       |
|  | Узбекистан              | 3 (1)             |                          |       |            |            |  |  |       |       |
|  |                         |                   |                          |       |            |            |  |  |       |       |
|  |                         |                   |                          |       |            |            |  |  |       |       |

### Четвертьфиналы
Победители четвертьфиналов получили путёвки на молодёжный чемпионат мира 2025.
| Саудовская Аравия  | 1:0     | Китай |
| ------------------ | ------- | ----- |
| - Аль-Юхайби 90+5′ | (отчёт) |       |

| Австралия                                     | 3:2     | Ирак                     |
| --------------------------------------------- | ------- | ------------------------ |
| - Йованович 22′ - Кикианис 62′ - Бадолато 74′ | (отчёт) | - Фейсал 15′ - Кабил 26′ |

| Иран                                    | 1:1 (доп. вр.) | Япония                                 |
| --------------------------------------- | -------------- | -------------------------------------- |
| - Гандипур 5′                           | (отчёт)        | - Огура 30′                            |
| Пенальти                                |                |                                        |
| Промах · Промах · Забит · Забит · Забит | 3:4            | Забит · Забит · Промах · Забит · Забит |

| Республика Корея | –:–     | Узбекистан |
| ---------------- | ------- | ---------- |
|                  | (отчёт) |            |